# 문화해설사
문화해설사는 특정 지역의 관광객을 대상으로 해당 지역에 대한 전문성을 바탕으로 역사, 문화, 먹을거리 등을 해설하는 사람을 지칭한다. 관광객을 인솔해 해외 여행을 하는 해외여행인솔자와 활동 지역이 다르며, 전문 지식을 갖추고 해설한다는 점에서도 차이가 난다. 대한민국에서는 대한민국 여행안내사 등의 전문자격증을 갖추거나, 특정 지역의 지자체/관광청 등이 모집해 일정한 기간과 수준의 교육을 이수한 경우에 한해 문화해설사로 활동할 수 있다.